# オリンパス E-1

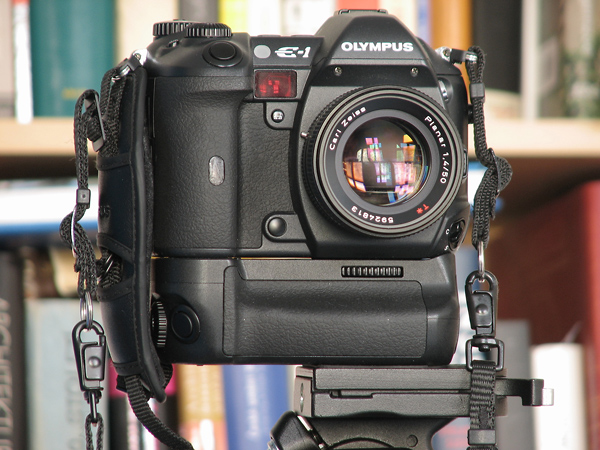
オリンパスE-1

オリンパス E-1は、オリンパス製の一眼レフデジタルカメラ。レンズ交換式デジタル一眼レフカメラシステムの新規格であるフォーサーズ・システム (Four Thirds System) を採用した第1号機で、オリンパスE-システムの第1号機でもある。2003年10月発売。
防滴防塵仕様で、プロフェッショナルユースを意識したフラグシップ機であり、大型ペンタプリズムを使用して視野率約100%のファインダーを実現している。ストロボは内蔵しない。撮像素子はコダック社製CCDを採用しており、現像エンジンはコダック社のリバーサルフィルムである「コダクローム」の色彩コンセプトを引き継いでおり、その青色の発色は「コダックブルー」と呼ばれた。

## 仕様
| モデル              | E-1                                                                                    |
| ------------------- | -------------------------------------------------------------------------------------- |
| 撮像素子            | 4/3型フルフレーム型CCD 17.3×13.0mm                                                     |
| 有効画素数          | 500万画素                                                                              |
| レンズマウント      | フォーサーズシステム・マウント                                                         |
| AF方式              | TTL位相差検出方式                                                                      |
| 測距点              | 3点（スーパーインポーズなし）                                                          |
| 測光方式            | デジタルESP測光・中央部重点平均測光・スポット測光                                      |
| フォーカスモード    | シングルAF / コンティニュアスAF / MF                                                   |
| 連続撮影            | 約3コマ/秒・12コマまで（全ての画質モードにて）                                         |
| ISO感度             | 1EVステップ AUTO / 100 / 200 / 400 / 800 /拡張時 1600/3200設定可能                     |
| ホワイトバランス    | オート /プリセット 3000K-7500K / ワンタッチ                                            |
| シャッター速度      | 60秒～1/4000秒（Mモード）、バルブ（8分）、X=1/180秒                                    |
| ファインダー        | クイックリターンミラー・アイレベル一眼レフ方式・視野率約100%・倍率0.96倍・プレビュー可 |
| 液晶モニタ          | 1.8型TFTカラー液晶・13.4万画素                                                         |
| 記録媒体            | CFカードType I/II、マイクロドライブ対応                                                |
| 電源                | 専用リチウムイオン電池 BLM－1                                                          |
| 本体サイズ（W×H×D） | 141(W)×104(H)×81(D)mm                                                                  |
| 質量（本体のみ）    | 約660g                                                                                 |